# Lubna Jaffery

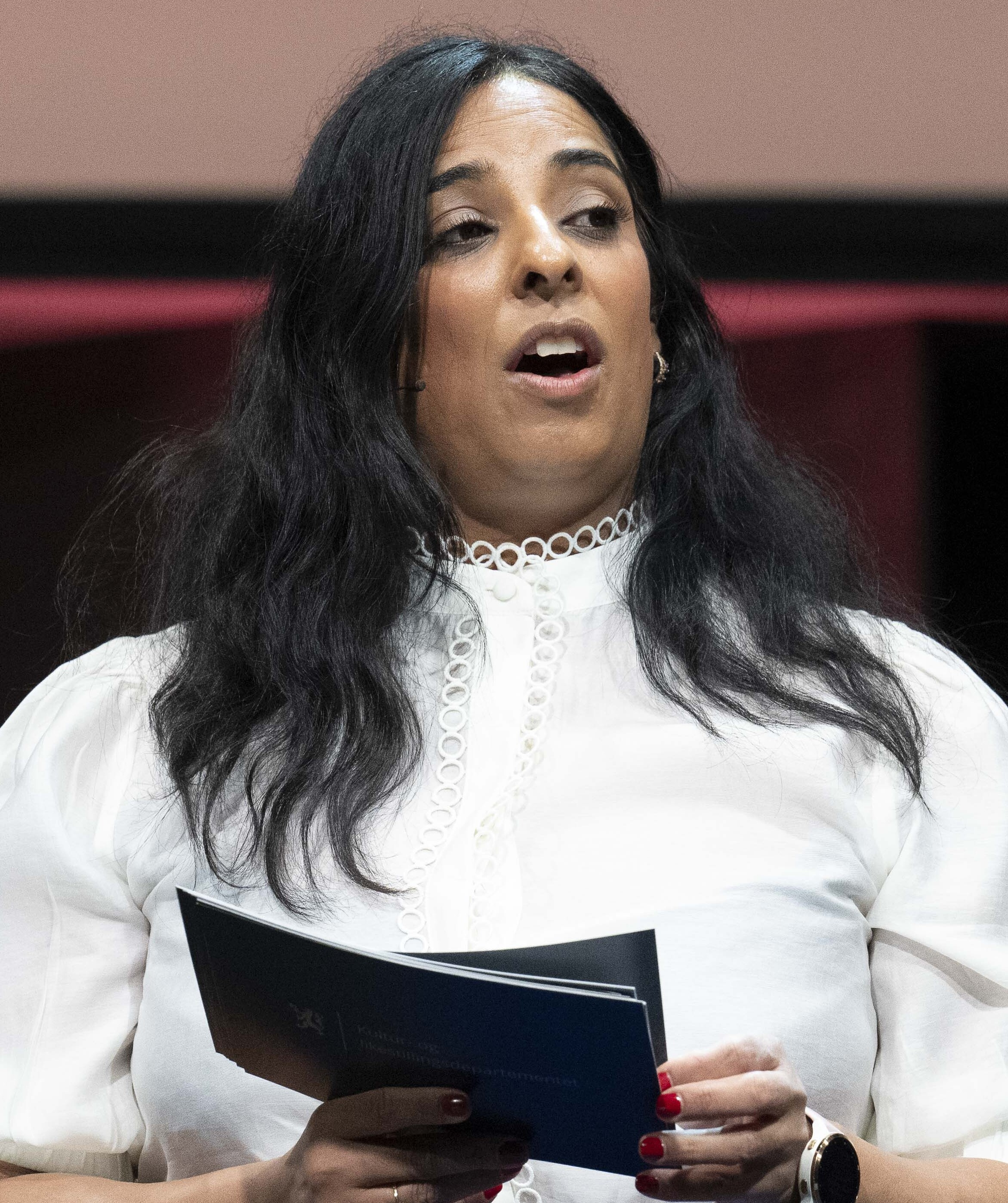
Lubna Jaffery, 2024

Lubna Boby Jaffery (* 2. April 1980) ist eine norwegische Politikerin der sozialdemokratischen Arbeiderpartiet (Ap). Eine Zeit lang trug sie den Namen Lubna Jaffery Fjell. Seit Juni 2023 ist sie die Kultur- und Gleichstellungsministerin ihres Landes. Von Oktober 2009 bis März 2012 war sie Staatssekretärin und von Oktober 2021 bis Juni 2023 Abgeordnete im Storting.

## Leben
Jaffery wuchs in Bergen auf. Ihre Eltern waren in den 1970er-Jahren aus Pakistan eingewandert. Sie besuchte bis 1999 das Gymnasium im Bergener Stadtteil Åsane. Bereits während ihrer Schulzeit war sie in der Ap-Parteijugend Arbeidernes Ungdomsfylking (AUF) engagiert. Von 1998 bis 1999 stand sie der AUF in der damaligen Provinz Hordaland vor, nachdem sie zuvor bereits ein Jahr lang stellvertretende Vorsitzende gewesen war. Im Alter von 19 Jahren zog sie im Jahr 1999 erstmals in das Kommunalparlament von Bergen ein. Dort war sie bis 2003 Mitglied im Finanz- und Wirtschaftsausschuss. Bei der AUF arbeitete sie im Jahr 2000 als politische Beraterin. Ab 2000 studierte Jaffery an der Universität Bergen jeweils ein Jahr Soziologie, öffentliches Recht und vergleichende Politikwissenschaften.
Bei der Kommunalwahl 2003 zog sie in das Kommunalparlament der damaligen Kommune Fjell ein. Im Jahr 2004 schloss Jaffery ihr Studium der vergleichenden Politikwissenschaften ab, von 2005 bis 2007 studierte sie im Masterstudiengang Verwaltung und Organisationswissenschaften. Zwischen 2000 und 2004 saß sie zudem im Vorstand der AUF auf Landesebene. Nach ihrem Studium arbeitete sie 2007 als Beraterin bei der Forschungsorganisation SINTEF. Ab März 2008 war sie als politische Referentin für das Arbeitsministerium unter Minister Bjarne Håkon Hanssen und später unter Dag Terje Andersen tätig. Zwischen März 2009 und Oktober 2009 arbeitete sie schließlich erneut unter Hanssen als politische Referentin im Gesundheits- und Pflegeministerium.
Am 23. Oktober 2009 wurde Jaffery zur Staatssekretärin im Kultur- und Kirchenministerium, das 2010 den Namen Kulturministerium erhielt, ernannt. Als solche war sie bis zum 23. März 2012 unter Kulturministerin Anniken Huitfeldt tätig. Anschließend begann sie als Beraterin in der freien Wirtschaft zu arbeiten. Im Jahr 2015 zog Jaffery erneut in den Stadtrat von Bergen ein. Im Sommer 2019 übernahm sie den Fraktionsvorsitz der Arbeiderpartiet-Gruppierung des Stadtrats. Im November 2019 wurde sie Byråd in Bergen, also Mitglied der Stadtregierung. Als solche erhielt sie die Zuständigkeit für Arbeit, Soziales und Wohnungen.
Jaffery gelang es bei der Parlamentswahl 2021 nicht, direkt in das norwegische Nationalparlament Storting einzuziehen. Stattdessen wurde sie sogenannte Vararepresentantin, also Ersatzabgeordnete, im Wahlkreis Hordaland. Als solche kam sie ab dem 14. Oktober 2021 als Vertretung von Marte Mjøs Persen, die als Mitglied der Regierung ihr Mandat ruhen lassen musste, zum Einsatz. Jaffery wurde zunächst Mitglied im Gesundheits- und Pflegeausschuss. Im November 2021 wechselte sie in den Kontroll- und Verfassungsausschuss, wo sie den Posten als erste stellvertretende Vorsitzende übernahm.
Am 28. Juni 2023 wurde Jaffery zur neuen Kultur- und Gleichstellungsministerin in der Regierung Støre ernannt. Ihrer Ernennung war der Rücktritt ihrer Parteikollegin Anette Trettebergstuen vorangegangen.